# Mostra de Venise 2025
La Mostra de Venise 2025 — ou la 82e édition de la Mostra de Venise ou encore la 82e édition du Festival international du film de Venise (en italien : 82ª edizione della Mostra internazionale d'arte cinematografica) — est un festival de cinéma international qui se tient à Venise en Italie du 27 août au 6 septembre 2025.

## Déroulement et faits marquants
Le 8 avril 2025, il est révélé que le cinéaste allemand Werner Herzog recevra un Lion d'or d'honneur (pour l'ensemble de sa carrière).
Le 28 avril 2025, le nom du président du jury est dévoilé. Il s'agit du cinéaste américain Alexander Payne. Il fut en compétition en 2017 pour Downsizing et succède ainsi à Isabelle Huppert.
Le 10 juin, il est annoncé que l'actrice américaine Kim Novak va recevoir un Lion d'or pour l'ensemble de sa carrière.
Le 1er juillet 2025, est annoncé que c'est l'actrice italienne Emanuela Fanelli qui animera les cérémonies d'ouverture et de clôture de cette Mostra de Venise.
Le 4 juillet 2025, le film d'ouverture est dévoilé : il s'agit du film La grazia (en) de Paolo Sorrentino.
Le 18 juillet 2025 sont annoncés l'ensemble des présidents et membres des jurys.

## Jurys

### Jury international

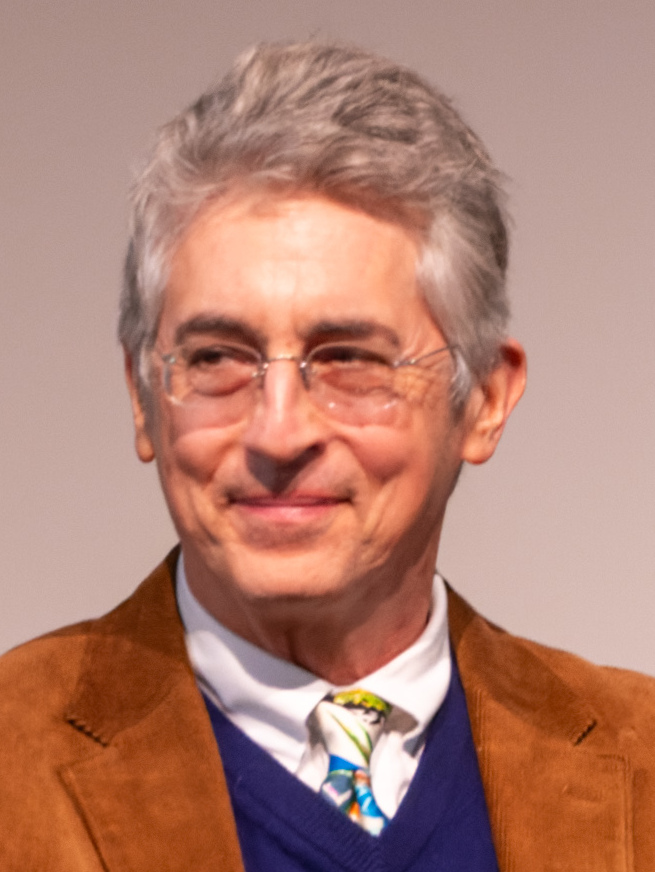
Alexander Payne, président du jury de la de Venise.

- Alexander Payne, président du jury : réalisateur, scénariste et producteur  États-Unis
- Stéphane Brizé : réalisateur et scénariste  France
- Maura Delpero : réalisatrice et scénariste  Italie
- Cristian Mungiu : réalisateur, scénariste et producteur  Roumanie
- Mohammad Rasoulof : réalisateur, scénariste et producteur  Iran
- Fernanda Torres : actrice, écrivaine et scénariste  Brésil
- Zhao Tao : actrice  Chine

### Orizzonti
- Julia Ducournau, présidente du jury : réalisatrice et scénariste  France
- Yuri Ancarani : réalisateur et vidéaste  Italie
- Fernando Enrique Juan Lima : critique de cinéma  Argentine
- Shannon Murphy : réalisatrice  Australie
- RaMell Ross (en) : artiste et cinéaste  États-Unis

### Luigi De Laurentiis
- Charlotte Wells, présidente du jury : cinéaste  Écosse
- Erige Sehiri : réalisatrice et productrice  France  Tunisie
- Silvio Soldini : réalisateur et scénariste  Italie

### Classics
- Tommaso Santambrogio, president du jury, réalisateur  Italie

## Sélections

### In Concorso
Films présentés en compétition : 
| Titre                             | Réalisation          | Pays         | Distribution |
| --------------------------------- | -------------------- | ------------ | --- |
| La grazia (en) (film d'ouverture) | Paolo Sorrentino     | Italie       | Toni Servillo, Anna Ferzetti, Massimo Venturiello, Orlando Cinque, Milvia Marigliano                                                                                    |
| A House of Dynamite               | Kathryn Bigelow      | États-Unis   | Idris Elba, Rebecca Ferguson, Gabriel Basso, Jared Harris, Greta Lee, Tracy Letts, Moses Ingram, Anthony Ramos                                                          |
| À pied d'oeuvre (en)              | Valérie Donzelli     | France       | Bastien Bouillon, Virginie Ledoyen, Marie Rivière |
| Bugonia                           | Yorgos Lanthimos     | États-Unis   | Jesse Plemons, Emma Stone, Aidan Delbis, Alicia Silverstone |
| Duse                              | Pietro Marcello      | Italie       | Valeria Bruni-Tedeschi, Noémie Merlant, Mimmo Borrelli, Fausto Russo Alesi, Marcello Mazzarella, Vincenzo Nemolato                                                      |
| Elisa (en)                        | Leonardo Di Costanzo | Italie       | Roschdy Zem, Barbara Ronchi |
| L'Étranger                        | François Ozon        | France       | Benjamin Voisin, Rebecca Marder, Pierre Lottin, Denis Lavant, Swann Arlaud                                                                                              |
| Father, Mother, Sister, Brother   | Jim Jarmusch         | États-Unis   | Cate Blanchett, Adam Driver, Vicky Krieps, Tom Waits, Charlotte Rampling                                                                                                |
| Un film fatto per bene (en)       | Franco Maresco       | Italie       | (Film documentaire) |
| Frankenstein                      | Guillermo del Toro   | États-Unis   | Oscar Isaac, Jacob Elordi, Mia Goth, Christoph Waltz |
| Girl (en)                         | Shu Qi               | Taïwan       | 9m88 (en), Roy Chiu, Esther Liu, Lai Yu-Fei |
| Jay Kelly                         | Noah Baumbach        | États-Unis   | George Clooney, Adam Sandler, Laura Dern, Billy Crudup, Riley Keough, Patrick Wilson, Greta Gerwig, Emily Mortimer, Isla Fisher, Eve Hewson, Jim Broadbent, Stacy Keach |
| Le Mage du Kremlin                | Olivier Assayas      | France       | Paul Dano, Jude Law, Alicia Vikander, Tom Sturridge, Jeffrey Wright |
| Aucun autre choix                 | Park Chan-wook       | Corée du Sud | Lee Byung-hun, Son Ye-jin, Park Hee-soon, Lee Sung-min, Yeom Hye-ran, Cha Seung-won                                                                                     |
| Orphan (en)                       | Laszlo Nemes         | Hongrie      | Bojtorján Barabas, Andrea Waskovics, Grégory Gadebois, Marcin Czarnik                                                                                                   |
| Silent Friend (en)                | Ildikó Enyedi        | Hongrie      | Tony Leung Chiu-wai, Léa Seydoux, Luna Wedler, Sylvester Groth, Enzo Brumm                                                                                              |
| The Smashing Machine              | Benny Safdie         | États-Unis   | Dwayne Johnson, Emily Blunt |
| Sotto le nuvole (it)              | Gianfranco Rosi      | Italie       | (Film documentaire) |
| The Sun Rises on Us All (en)      | Cai Shangjun         | Chine        | Zhang Songwen, Xin Zhilel, Feng Shaofeng |
| The Testament of Ann Lee (en)     | Mona Fastvold        | États-Unis   | Amanda Seyfried, Thomasin McKenzie, Christopher Abbott, Lewis Pullman, Tim Blake Nelson, Stacy Martin, Shannon Woodward                                                 |
| La Voix de Hind Rajab (en)        | Kaouther Ben Hania   | Tunisie      | Clara Khoury, Amir Hlehel, Motaz Malhees, Saja Kilani |

### Fuori Concorso

#### Films de fiction
| Titre                      | Réalisation          | Pays        |
| -------------------------- | -------------------- | ----------- |
| After the Hunt             | Luca Guadagnino      | Italie      |
| Dead Man's Wire            | Gus Van Sant         | États-Unis  |
| Il Maestro                 | Andrea Di Stefano    | Italie      |
| In the Hand of Dante       | Julian Schnabel      | États-Unis  |
| L'Isola di Andrea          | Antonio Capuano      | Italie      |
| The Last Viking            | Anders Thomas Jensen | Danemark    |
| Orfeo                      | Virgilio Villoresi   | Italie      |
| Scarlet                    | Mamoru Hosoda        | Japon       |
| Sermon to the Void         | Hilal Baydarov       | Azerbaïdjan |
| La Valle dei Sorrisi       | Paolo Strippoli      | Italie      |
| Chien 51 (Film de clôture) | Cédric Jimenez       | France      |

### Orizzonti
| Titre                                                      | Réalisation                | Pays                       |
| ---------------------------------------------------------- | -------------------------- | -------------------------- |
| Barrio Triste                                              | Stillz                     | Colombie                   |
| Komedie Elahi                                              | Ali Asgari                 | Iran                       |
| En el camino                                               | David Pablos (es)          | Mexique                    |
| Otec (en)                                                  | Tereza Nvotová             | Slovaquie Tchéquie Pologne |
| Funeral Casino Blues                                       | Roderick Warich            | Allemagne                  |
| Human Resource                                             | Nawapol Thamrongrattanarit | Thaïlande                  |
| Hiedra                                                     | Ana Cristina Barragan      | Équateur                   |
| The Kidnapping of Arabella (en) (Il Rapimento di Arabella) | Carolina Cavalli (en)      | Italie                     |
| Late Fame (en)                                             | Kent Jones (en)            | Italie                     |
| Hara Watan                                                 | Akio Fujimoto              | Japon                      |
| Dinți de lapte                                             | Mihai Mincan               | Roumanie                   |
| Mother (en) (Мајка)                                        | Teona Strugar Mitevska     | Macédoine du Nord          |
| Un anno di scuola                                          | Laura Samani               | Italie                     |
| Pin de Fartie                                              | Alejo Moguillansky         | Argentine                  |
| Rose of Nevada (en)                                        | Mark Jenkin (en)           | Royaume-Uni                |
| Grand Ciel                                                 | Akihiro Hata               | France Luxembourg          |
| Songs of Forgotten Trees                                   | Anuparna Roy               | Inde                       |
| The Souffleur                                              | Gastón Solnicki (en)       | Autriche                   |
| Estrany Riu                                                | Jaume Claret Muxart        | Espagne                    |

### Venice Classics
| Titre                                                | Réalisation          | Pays                   |
| ---------------------------------------------------- | -------------------- | ---------------------- |
| 3 h 10 pour Yuma (3:10 to Yuma)                      | Delmer Daves         | États-Unis             |
| Aniki Bóbó                                           | Manoel de Oliveira   | Portugal               |
| Bashu, le petit étranger                             | Bahram Beyzai        | Iran                   |
| Le Hasard (Przypadek)                                | Krzysztof Kieślowski | Pologne                |
| Le Délinquant involontaire (The Delicate Delinquent) | Don McGuire          | États-Unis             |
| Deux Hectares de terre (Do Bigha Zamin)              | Bimal Roy            | Inde                   |
| Le Spectre du professeur Hichcock (Lo spettro)       | Riccardo Freda       | Italie                 |
| La Maison des étrangers (House of Strangers)         | Joseph L. Mankiewicz | États-Unis             |
| Ti ho sposato per allegria                           | Luciano Salce        | Italie                 |
| Kwaïdan (怪談, Kaidan)                               | Masaki Kobayashi     | Japon                  |
| Lolita                                               | Stanley Kubrick      | États-Unis Royaume-Uni |
| Le Cocu magnifique (Il magnifico cornuto)            | Antonio Pietrangeli  | Italie                 |
| Le Signe des renégats (The Mark of the Renegade)     | Hugo Fregonese       | États-Unis             |
| Matador                                              | Pedro Almodóvar      | Espagne                |
| L'Étrange Obsession (鍵, Kagi)                       | Kon Ichikawa         | Japon                  |
| La Reine Kelly (Queen Kelly)                         | Erich von Stroheim   | États-Unis             |
| Le Quai des brumes                                   | Marcel Carné         | France                 |
| Onze heures sonnaient (Roma ore 11)                  | Giuseppe De Santis   | Italie                 |
| Vive l'amour                                         | Tsai Ming-liang      | Taïwan                 |

## Palmarès

### Prix spéciaux
- Lion d'or pour l'ensemble de la carrière : Kim Novak, Werner Herzog